# Ecofisiologia
Ecofisiologia é o ramo da fisiologia comparativa que estuda a diversidade fisiológica em relação ao ambiente e seu impacto na ecologia dos organismos. A interpretação fisiológica é feita considerando aspectos evolutivos junto de dados comportamentais, morfológicas, ecológicas e fisiológicas.